# Мельвиль (драматург)
Анн Оноре́ Жозе́ф Дюверье́ де Мельви́ль (фр. Anne-Honoré-Joseph Duveyrier de Mélesville), подписывавшийся просто Мельвиль (13 ноября 1787 года, Париж — 7 ноября 1865 года, Марли-ле-Руа) — французский драматург и либреттист.
Сын видного чиновника, Мельвиль первоначально сделал карьеру как адвокат и государственный служащий. Успех комедии «Дядя-соперник» (фр. L’Oncle rival) в 1811 году позволил ему к 1814 году полностью переключиться на работу для театра. За последующие полвека Мельвиль написал около 340 пьес — комедий, водевилей, мелодрам, а также оперных либретто для таких композиторов, как Адольф Адан и Франсуа Обер. Значительная часть сочинений Мельвиля была создана в соавторстве: так, трио драматургов в составе Мельвиля, Эжена Скриба и Делестра-Пуарсона пользовалось даже единым общим псевдонимом Амеде де Сен-Марк (фр. Amédée de Saint-Marc).
Его водевиль «Бургомистр Саардама, или Два Петра» лёг в основу оперы «Царь и плотник».